# MotoGP magyar nagydíj
MotoGP magyar nagydíjat 2-szer rendeztek a motorsport történelmében, 1990-ben és 1992-ben, mindkétszer a Hungaroringen.
2008 júliusában megerősítették, hogy Magyarország 2009-ben MotoGP futamot fog rendezni. A versenyt az újonnan épülő Balatonring pályán tartották volna, azonban az engedélyek hiányában az építkezés elindulása jelentős késést szenvedett. Így a magyar nagydíj 2009-ben elmaradt, helyette 2010 májusára ígérték, azonban a projekt nem valósult meg.
2019 novemberében felmerültek olyan hírek, hogy 2022-től újra rendeznének magyar futamokat. Végül 2021 márciusában vált hivatalossá, hogy 2023-tól ismét lesz MotoGP nagydíj Magyarországon, egy teljesen új pályán, mely Hajdúnánás mellett kerül megépítésre. 2022 szeptemberében a Magyar Kormány felfüggesztette a Hajdúnánás mellett tervezett MotoGP pálya építését a válság miatt.
2025-től a Balaton Park Circuit-en rendezik meg a magyar nagydíjat.

## Az eddigi győztesek
| Év   | Pálya       | 125 cm³                       | 250 cm³                | 500 cm³/MotoGP        | Összefoglaló |
| ---- | ----------- | ----------------------------- | ---------------------- | --------------------- | ------------ |
| 1992 | Hungaroring | Alessandro Gramigni (Aprilia) | Luca Cadalora (Honda)  | Eddie Lawson (Cagiva) | Összefoglaló |
| 1990 | Hungaroring | Loris Capirossi (Honda)       | John Kocinski (Yamaha) | Mick Doohan (Honda)   | Összefoglaló |

## Külső hivatkozások
- A MotoGP honlapja